# Długa Goślina
Długa Goślina (niem. Lang Goslin) – wieś w Polsce położona w województwie wielkopolskim, w powiecie poznańskim, w gminie Murowana Goślina.
Wieś szlachecka Goślina Długa należała w 1580 roku do powiatu poznańskiego województwa poznańskiego. W latach 1975–1998 miejscowość administracyjnie należała do województwa poznańskiego.
Położona 7 km na północ od Murowanej Gośliny. Długa Goślina we wczesnym średniowieczu stanowiła rycerską własność ziemską. W 1932 r. odkopano tu osadę wczesnośredniowieczną, w której odnaleziono srebrny skarb, ceramikę i kości zwierząt domowych, a także złote monety zwane staterami. Dziś w Długiej Goślinie, poza licznymi gospodarstwami rolnymi, znajduje się kilkanaście zakładów rzemieślniczych. Wieś posiada własną jednostkę OSP.

## Zabytki
- Drewniany kościół pw. św. Marii Magdaleny, jednonawowy, z nieco węższym prezbiterium. Wyposażenie kościoła pochodzi z XVII i XVIII w. W kościele organizowane są letnie festiwale muzyczne „Musica sacra – musica profana”.
- Dwór późnoklasycystyczny z pocz. XIX w. z dobudowanym w połowie XIX w. piętrowym skrzydłem neogotyckim z wieżą zwieńczoną attyką z krenelażem
- Zabudowania dawnej gorzelni z 1869 r.

## Galeria

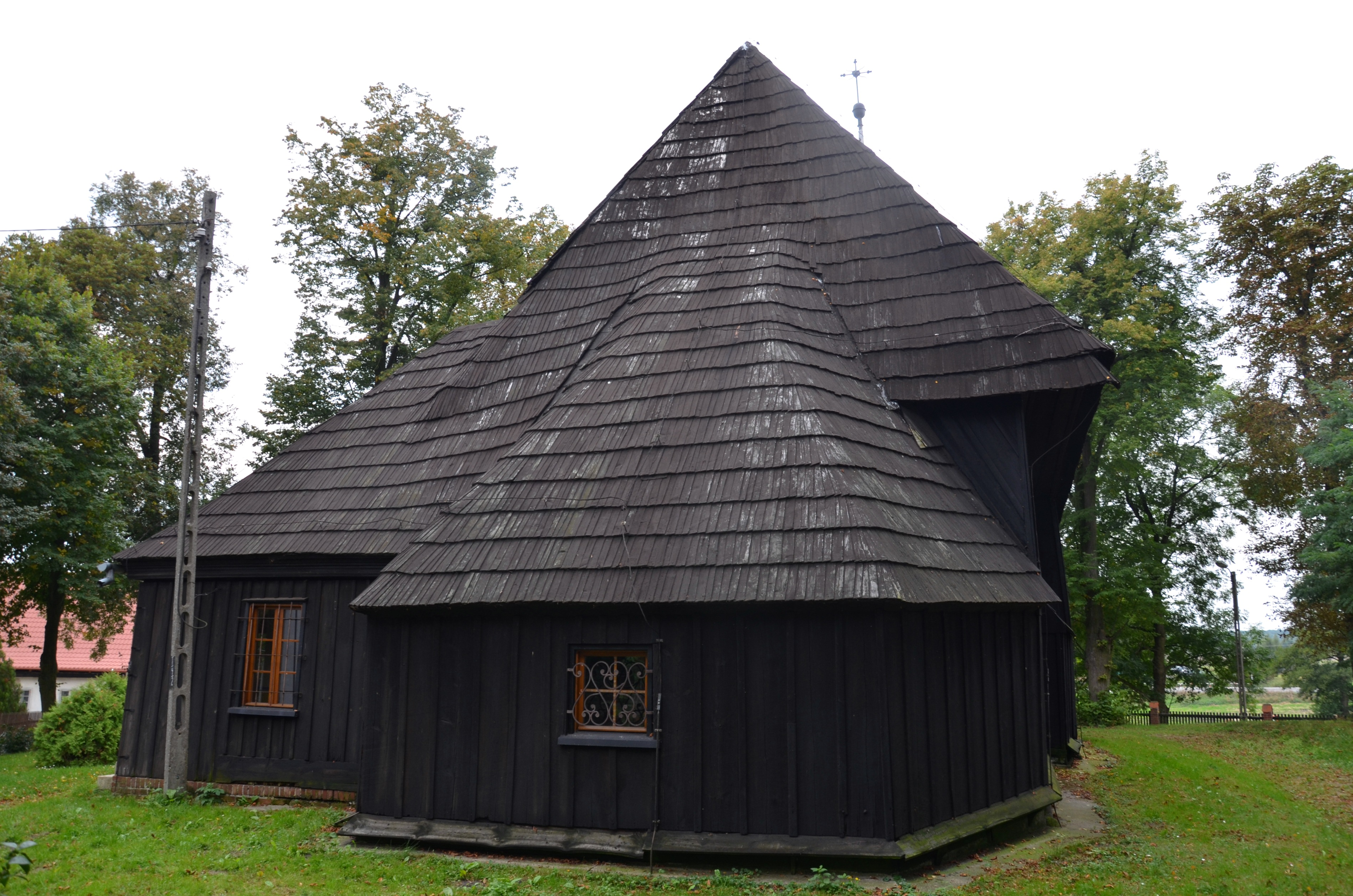
Kościół (stan w 2013)
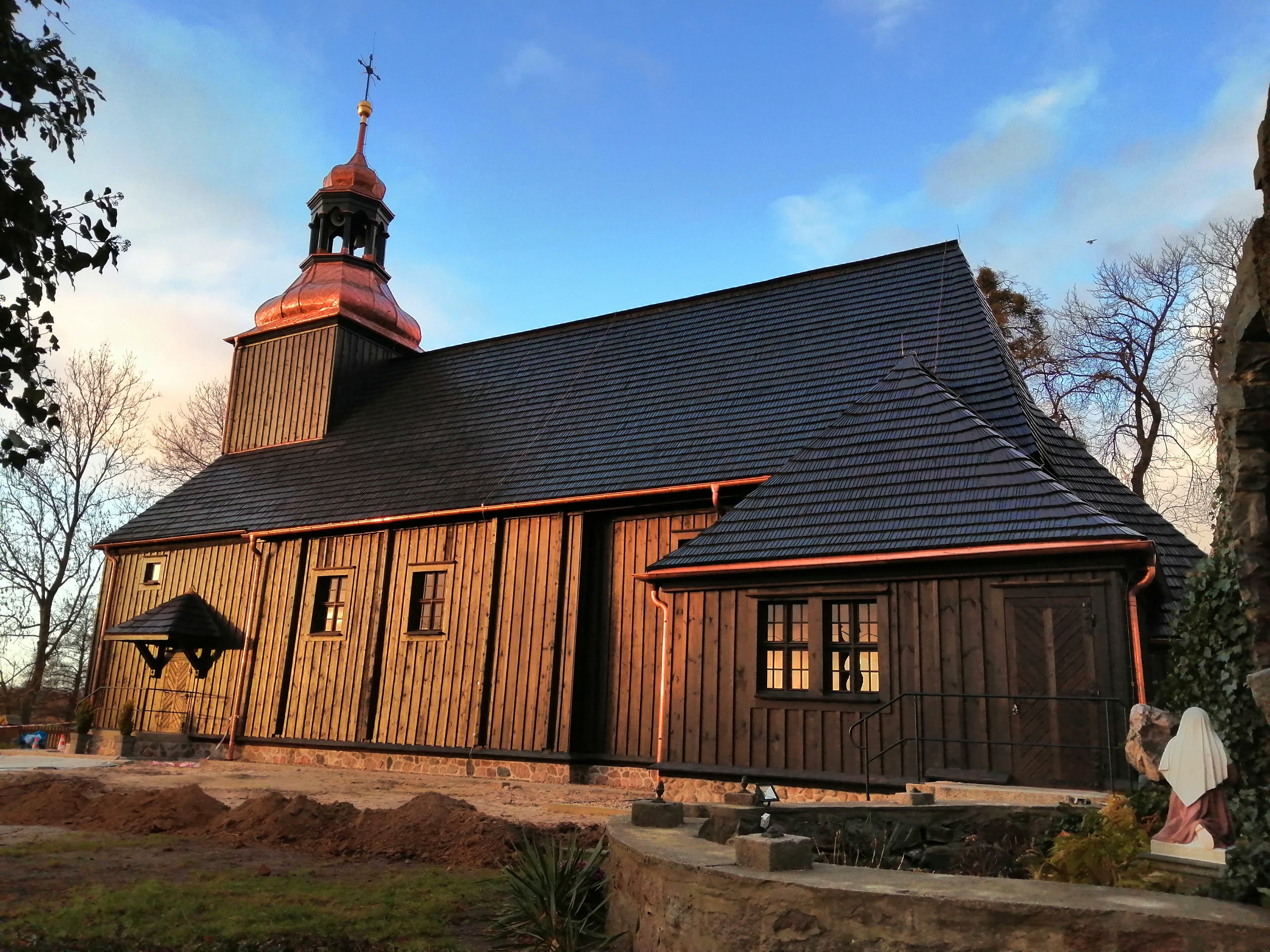
Kościół po remoncie w 2019